# Le Nouvion-en-Thiérache
 Le Nouvion-en-Thiérache  es una población y comuna francesa, en la región de Picardía, departamento de Aisne, en el distrito de Vervins y cantón de Le Nouvion-en-Thiérache.

## Demografía
| 3096 | 3343 | 3247 | 3139 | 2905 | 2917 |
| Para los censos de 1962 a 1999 la población legal corresponde a la población sin duplicidades (Fuente: INSEE [Consultar]) |      |      |      |      |      |